# Champ Car World Series 2007
Sezon 2007 w Champ Car był dwudziestą dziewiątą edycją tej serii wyścigowej (czwartą organizowaną przez Champ Car). Składał się z 14 wyścigów i jak się później okazało był to ostatni sezon tej serii. W następnym roku nastąpiła unifikacja z serią Indy Racing League.
Tytuł mistrzowski zdobył po raz czwarty z rzędu Sébastien Bourdais z zespołu Newman/Haas/Lanigan Racing, a tytuł najlepszego nowicjusza (Rookie of the year) zdobył Robert Doornbos. Wszystkie zespoły u używały nadwozi Panoz, silników Forda oraz opon Bridgestone. Wszystkie wyścigi odbywały się w określonym czasie (godzina i 45 minut) zamiast na określonym dystansie.

## Lista startowa
Wszystkie zespoły używały 2,65-litrowego silnika Cosworth V8 z turbosoprężarką, nadwozie Panoz DP01 oraz opony Bridgestone.
| Zespół                     | Nr. | Kierowca           | Rundy       |
| -------------------------- | --- | ------------------ | ----------- |
| Newman/Haas/Lanigan Racing | 1   | Sébastien Bourdais | Wszystkie   |
| Newman/Haas/Lanigan Racing | 2   | Graham Rahal       | Wszystkie   |
| Forsythe Racing            | 3   | Paul Tracy         | 1, 4–14     |
| Forsythe Racing            | 3   | Oriol Servià       | 2–3         |
| Forsythe Racing            | 7   | Mario Domínguez    | 1–3         |
| Forsythe Racing            | 7   | Oriol Servià       | 4–12        |
| Forsythe Racing            | 7   | David Martinez     | 13–14       |
| Minardi Team USA           | 4   | Dan Clarke         | 1–10, 12–14 |
| Minardi Team USA           | 4   | Mario Domínguez    | 11          |
| Minardi Team USA           | 14  | Robert Doornbos    | Wszystkie   |
| Team Australia             | 5   | Will Power         | Wszystkie   |
| Team Australia             | 15  | Simon Pagenaud     | Wszystkie   |
| RSPORTS                    | 8   | Alex Tagliani      | Wszystkie   |
| RSPORTS                    | 9   | Justin Wilson      | Wszystkie   |
| Dale Coyne Racing          | 11  | Katherine Legge    | Wszystkie   |
| Dale Coyne Racing          | 19  | Bruno Junqueira    | Wszystkie   |
| PKV Racing                 | 21  | Neel Jani          | Wszystkie   |
| PKV Racing                 | 22  | Tristan Gommendy   | 1–7, 9–12   |
| PKV Racing                 | 22  | Mario Domínguez    | 8           |
| PKV Racing                 | 22  | Oriol Servià       | 13–14       |
| Pacific Coast Motorsports  | 28  | Ryan Dalziel       | 1–8, 10–12  |
| Pacific Coast Motorsports  | 28  | Mario Domínguez    | 9, 13–14    |
| Pacific Coast Motorsports  | 29  | Alex Figge         | 1–2, 4–14   |
| Pacific Coast Motorsports  | 29  | Roberto Moreno     | 3           |
| Conquest Racing            | 34  | Jan Heylen         | 4–12        |
| Conquest Racing            | 34  | Nelson Philippe    | 13–14       |
| Conquest Racing            | 42  | Matt Halliday      | 1–3         |

## Wyniki
| Runda | Wyścig                                                                  | Czołowa trójka | Czołowa trójka     | Czołowa trójka             | Czołowa trójka |
| Runda | Wyścig                                                                  | Poz.           | Kierowca           | Zespół                     | Czas           |
| ----- | ----------------------------------------------------------------------- | -------------- | ------------------ | -------------------------- | -------------- |
| 1     | Vegas Grand Prix 8 kwietnia, Las Vegas                                  | 1              | Will Power         | Team Australia             | 1:45:13.637    |
| 1     | Vegas Grand Prix 8 kwietnia, Las Vegas                                  | 2              | Robert Doornbos    | Minardi Team USA           | +16.8          |
| 1     | Vegas Grand Prix 8 kwietnia, Las Vegas                                  | 3              | Paul Tracy         | Forsythe Racing            | +27.4          |
|       |                                                                         |                |                    |                            |                |
| 2     | Toyota Grand Prix of Long Beach 15 kwietnia, Long Beach                 | 1              | Sébastien Bourdais | Newman/Haas/Lanigan Racing | 1:40:43.975    |
| 2     | Toyota Grand Prix of Long Beach 15 kwietnia, Long Beach                 | 2              | Oriol Servià       | Forsythe Racing            | +2.6           |
| 2     | Toyota Grand Prix of Long Beach 15 kwietnia, Long Beach                 | 3              | Will Power         | Team Australia             | +3.8           |
|       |                                                                         |                |                    |                            |                |
| 3     | Grand Prix of Houston 22 kwietnia, Houston                              | 1              | Sébastien Bourdais | Newman/Haas/Lanigan Racing | 1:45:32.136    |
| 3     | Grand Prix of Houston 22 kwietnia, Houston                              | 2              | Graham Rahal       | Newman/Haas/Lanigan Racing | +4.8           |
| 3     | Grand Prix of Houston 22 kwietnia, Houston                              | 3              | Robert Doornbos    | Minardi Team USA           | +7.1           |
|       |                                                                         |                |                    |                            |                |
| 4     | Mazda Grand Prix of Portland 10 czerwca, Portland International Raceway | 1              | Sébastien Bourdais | Newman/Haas/Lanigan Racing | 1:45:42.774    |
| 4     | Mazda Grand Prix of Portland 10 czerwca, Portland International Raceway | 2              | Justin Wilson      | RSPORTS                    | +13.5          |
| 4     | Mazda Grand Prix of Portland 10 czerwca, Portland International Raceway | 3              | Robert Doornbos    | Minardi Team USA           | +35.2          |
|       |                                                                         |                |                    |                            |                |
| 5     | Grand Prix of Cleveland 24 czerwca, Cleveland                           | 1              | Paul Tracy         | Forsythe Racing            | 1:45:10.860    |
| 5     | Grand Prix of Cleveland 24 czerwca, Cleveland                           | 2              | Robert Doornbos    | Minardi Team USA           | +0.5           |
| 5     | Grand Prix of Cleveland 24 czerwca, Cleveland                           | 3              | Neel Jani          | PKV Racing                 | +5.4           |
|       |                                                                         |                |                    |                            |                |
| 6     | Grand Prix of Mont-Tremblant 1 lipca, Circuit Mont-Tremblant            | 1              | Robert Doornbos    | Minardi Team USA           | 1:45:41.899    |
| 6     | Grand Prix of Mont-Tremblant 1 lipca, Circuit Mont-Tremblant            | 2              | Sébastien Bourdais | Newman/Haas/Lanigan Racing | +2.9           |
| 6     | Grand Prix of Mont-Tremblant 1 lipca, Circuit Mont-Tremblant            | 3              | Will Power         | Team Australia             | +7.3           |
|       |                                                                         |                |                    |                            |                |
| 7     | Steelback Grand Prix 8 lipca, Toronto                                   | 1              | Will Power         | Team Australia             | 1:45:58.568    |
| 7     | Steelback Grand Prix 8 lipca, Toronto                                   | 2              | Neel Jani          | PKV Racing                 | +3.0           |
| 7     | Steelback Grand Prix 8 lipca, Toronto                                   | 3              | Justin Wilson      | RSPORTS                    | +3.5           |
|       |                                                                         |                |                    |                            |                |
| 8     | Rexall Grand Prix of Edmonton 22 lipca, Edmonton                        | 1              | Sébastien Bourdais | Newman/Haas/Lanigan Racing | 1:45:41.953    |
| 8     | Rexall Grand Prix of Edmonton 22 lipca, Edmonton                        | 2              | Justin Wilson      | RSPORTS                    | +3.9           |
| 8     | Rexall Grand Prix of Edmonton 22 lipca, Edmonton                        | 3              | Graham Rahal       | Newman/Haas/Lanigan Racing | +6.6           |
|       |                                                                         |                |                    |                            |                |
| 9     | San Jose Grand Prix at Redback Raceway 29 lipca, San Jose               | 1              | Robert Doornbos    | Minardi Team USA           | 1:45:07.617    |
| 9     | San Jose Grand Prix at Redback Raceway 29 lipca, San Jose               | 2              | Neel Jani          | PKV Racing                 | +6.1           |
| 9     | San Jose Grand Prix at Redback Raceway 29 lipca, San Jose               | 3              | Oriol Servià       | Forsythe Racing            | +6.9           |
|       |                                                                         |                |                    |                            |                |
| 10    | Generac Grand Prix 12 sierpnia, Road America                            | 1              | Sébastien Bourdais | Newman/Haas/Lanigan Racing | 1:40:58.596    |
| 10    | Generac Grand Prix 12 sierpnia, Road America                            | 2              | Dan Clarke         | Minardi Team USA           | +9.8           |
| 10    | Generac Grand Prix 12 sierpnia, Road America                            | 3              | Graham Rahal       | Newman/Haas/Lanigan Racing | +12.2          |
|       |                                                                         |                |                    |                            |                |
| 11    | Belgian Champ Car Grand Prix 26 sierpnia, Circuit Zolder                | 1              | Sébastien Bourdais | Newman/Haas/Lanigan Racing | 1:45:21.997    |
| 11    | Belgian Champ Car Grand Prix 26 sierpnia, Circuit Zolder                | 2              | Bruno Junqueira    | Dale Coyne Racing          | +13.7          |
| 11    | Belgian Champ Car Grand Prix 26 sierpnia, Circuit Zolder                | 3              | Graham Rahal       | Newman/Haas/Lanigan Racing | +14.5          |
|       |                                                                         |                |                    |                            |                |
| 12    | Bavaria Champ Car Grand Prix 2 września, TT Circuit Assen               | 1              | Justin Wilson      | RuSPORT                    | 1:46:02.236    |
| 12    | Bavaria Champ Car Grand Prix 2 września, TT Circuit Assen               | 2              | Jan Heylen         | Conquest Racing            | +7.2           |
| 12    | Bavaria Champ Car Grand Prix 2 września, TT Circuit Assen               | 3              | Bruno Junqueira    | Dale Coyne Racing          | +8.4           |
|       |                                                                         |                |                    |                            |                |
| 13    | Lexmark Indy 300 21 października, Surfers Paradise                      | 1              | Sébastien Bourdais | Newman/Haas/Lanigan Racing | 1:45:49.318    |
| 13    | Lexmark Indy 300 21 października, Surfers Paradise                      | 2              | Justin Wilson      | RuSPORT                    | +6.8           |
| 13    | Lexmark Indy 300 21 października, Surfers Paradise                      | 3              | Bruno Junqueira    | Dale Coyne Racing          | +50.9          |
|       |                                                                         |                |                    |                            |                |
| 14    | Gran Premio Tecate 11 listopada, Autódromo Hermanos Rodríguez           | 1              | Sébastien Bourdais | Newman/Haas/Lanigan Racing | 1:45:02.885    |
| 14    | Gran Premio Tecate 11 listopada, Autódromo Hermanos Rodríguez           | 2              | Will Power         | Team Australia             | +1.9           |
| 14    | Gran Premio Tecate 11 listopada, Autódromo Hermanos Rodríguez           | 3              | Oriol Servià       | PKV Racing                 | +3.4           |

     tor drogowy  
     tor uliczny  
     tor na lotnisku

## Klasyfikacja
| Poz. | Kierowca           | LV | LB | HOU | POR | CLE | MT | TOR | EDM | SJ | RA | ZOL | ASS | SP | MEX | Suma punktów |
| ---- | ------------------ | -- | -- | --- | --- | --- | -- | --- | --- | -- | -- | --- | --- | -- | --- | ------------ |
| 1    | Sébastien Bourdais | 13 | 1  | 1   | 1   | 12  | 2  | 9   | 1   | 5  | 1  | 1   | 7   | 1  | 1   | 364          |
| 2    | Justin Wilson      | 14 | 4  | 10  | 2   | 4   | 5  | 3   | 2   | 13 | 8  | 5   | 1   | 2  | 10  | 281          |
| 3    | Robert Doornbos    | 2  | 13 | 3   | 3   | 2   | 1  | 6   | 11  | 1  | 14 | 7   | 13  | 4  | 16  | 268          |
| 4    | Will Power         | 1  | 3  | 11  | 4   | 10  | 3  | 1   | 15  | 4  | 16 | 4   | 14  | 16 | 2   | 262          |
| 5    | Graham Rahal       | 17 | 8  | 2   | 9   | 8   | 7  | 11  | 3   | 6  | 3  | 3   | 9   | 11 | 4   | 243          |
| 6    | Oriol Servià       |    | 2  | 4   | 11  | 7   | 9  | 10  | 6   | 3  | 4  | 6   | 8   | 14 | 3   | 237          |
| 7    | Bruno Junqueira    | 7  | 6  | 7   | 13  | 16  | 17 | 5   | 7   | 7  | 9  | 2   | 3   | 3  | 7   | 233          |
| 8    | Simon Pagenaud     | 12 | 14 | 5   | 8   | 5   | 4  | 4   | 4   | 10 | 11 | 12  | 6   | 5  | 6   | 232          |
| 9    | Neel Jani          | 10 | 7  | 15  | 12  | 3   | 6  | 2   | 9   | 2  | 10 | 8   | 5   | 8  | 9   | 231          |
| 10   | Alex Tagliani      | 4  | 5  | 9   | 5   | 6   | 8  | 8   | 14  | 15 | 5  | 9   | 15  | 7  | 13  | 205          |
| 11   | Paul Tracy         | 3  |    |     | 10  | 1   | 15 | 14  | 5   | 11 | 12 | 10  | 17  | 9  | 5   | 171          |
| 12   | Tristan Gommendy   | 5  | 11 | 13  | 7   | 13  | 12 | 15  |     | 8  | 7  | 16  | 4   |    |     | 140          |
| 13   | Dan Clarke         | 15 | 12 | 17  | 6   | 11  | 14 | 12  | 8   | 17 | 2  |     | 11  | 17 | 17  | 129          |
| 14   | Ryan Dalziel       | 11 | 9  | 8   | 14  | 9   | 10 | 7   | 12  |    | 17 | 15  | 10  |    |     | 116          |
| 15   | Katherine Legge    | 6  | 10 | 16  | 17  | 15  | 11 | 16  | 16  | 16 | 15 | 11  | 12  | 15 | 15  | 108          |
| 16   | Jan Heylen         |    |    |     | 15  | 14  | 16 | 13  | 10  | 9  | 6  | 13  | 2   |    |     | 104          |
| 17   | Alex Figge         | 8  | 16 |     | 16  | 17  | 13 | 17  | 13  | 14 | 13 | 14  | 16  | 13 | 11  | 95           |
| 18   | Mario Domínguez    | 9  | 17 | 6   |     |     |    |     | 17  | 12 |    | 17  |     | 12 | 8   | 78           |
| 19   | Nelson Philippe    |    |    |     |     |     |    |     |     |    |    |     |     | 6  | 12  | 28           |
| 20   | David Martinez     |    |    |     |     |     |    |     |     |    |    |     |     | 10 | 14  | 18           |
| 21   | Matt Halliday      | 16 | 15 | 14  |     |     |    |     |     |    |    |     |     |    |     | 18           |
| 22   | Roberto Moreno     |    |    | 12  |     |     |    |     |     |    |    |     |     |    |     | 9            |

     nowicjusz (rookie)
| Klucz punktacji  | Klucz punktacji  | Klucz punktacji  | Klucz punktacji  | Klucz punktacji  | Klucz punktacji  | Klucz punktacji | Klucz punktacji | Klucz punktacji | Klucz punktacji | Klucz punktacji | Klucz punktacji | Klucz punktacji | Klucz punktacji | Klucz punktacji | Klucz punktacji | Klucz punktacji | Klucz punktacji | Klucz punktacji | Klucz punktacji | Klucz punktacji |
| Miejsce          | 1                | 2                | 3                | 4                | 5                | 6 | 7 | 8 | 9 | 10 | 11 | 12 | 13 | 14 | 15 | 16 | 17 | 18 | 19 | 20 |
| ---------------- | ---------------- | ---------------- | ---------------- | ---------------- | ---------------- | --- | --- | --- | --- | --- | --- | --- | --- | --- | --- | --- | --- | --- | --- | --- |
| Punkty           | 31               | 27               | 25               | 23               | 21               | 19 | 17 | 15 | 13 | 11 | 10 | 9 | 8 | 7 | 6 | 5 | 4 | 3 | 2 | 1 |
| Dodatkowe punkty | Dodatkowe punkty | Dodatkowe punkty | Dodatkowe punkty | Dodatkowe punkty | Dodatkowe punkty | zwycięstwo w 1. sesji kwalifikacyjnej – 1 punkt zwycięstwo w 2. sesji kwalifikacyjnej – 1 punkt najszybsze okrążenie wyścigu – 1 punkt największy postęp w wyścigu – 1 punkt | zwycięstwo w 1. sesji kwalifikacyjnej – 1 punkt zwycięstwo w 2. sesji kwalifikacyjnej – 1 punkt najszybsze okrążenie wyścigu – 1 punkt największy postęp w wyścigu – 1 punkt | zwycięstwo w 1. sesji kwalifikacyjnej – 1 punkt zwycięstwo w 2. sesji kwalifikacyjnej – 1 punkt najszybsze okrążenie wyścigu – 1 punkt największy postęp w wyścigu – 1 punkt | zwycięstwo w 1. sesji kwalifikacyjnej – 1 punkt zwycięstwo w 2. sesji kwalifikacyjnej – 1 punkt najszybsze okrążenie wyścigu – 1 punkt największy postęp w wyścigu – 1 punkt | zwycięstwo w 1. sesji kwalifikacyjnej – 1 punkt zwycięstwo w 2. sesji kwalifikacyjnej – 1 punkt najszybsze okrążenie wyścigu – 1 punkt największy postęp w wyścigu – 1 punkt | zwycięstwo w 1. sesji kwalifikacyjnej – 1 punkt zwycięstwo w 2. sesji kwalifikacyjnej – 1 punkt najszybsze okrążenie wyścigu – 1 punkt największy postęp w wyścigu – 1 punkt | zwycięstwo w 1. sesji kwalifikacyjnej – 1 punkt zwycięstwo w 2. sesji kwalifikacyjnej – 1 punkt najszybsze okrążenie wyścigu – 1 punkt największy postęp w wyścigu – 1 punkt | zwycięstwo w 1. sesji kwalifikacyjnej – 1 punkt zwycięstwo w 2. sesji kwalifikacyjnej – 1 punkt najszybsze okrążenie wyścigu – 1 punkt największy postęp w wyścigu – 1 punkt | zwycięstwo w 1. sesji kwalifikacyjnej – 1 punkt zwycięstwo w 2. sesji kwalifikacyjnej – 1 punkt najszybsze okrążenie wyścigu – 1 punkt największy postęp w wyścigu – 1 punkt | zwycięstwo w 1. sesji kwalifikacyjnej – 1 punkt zwycięstwo w 2. sesji kwalifikacyjnej – 1 punkt najszybsze okrążenie wyścigu – 1 punkt największy postęp w wyścigu – 1 punkt | zwycięstwo w 1. sesji kwalifikacyjnej – 1 punkt zwycięstwo w 2. sesji kwalifikacyjnej – 1 punkt najszybsze okrążenie wyścigu – 1 punkt największy postęp w wyścigu – 1 punkt | zwycięstwo w 1. sesji kwalifikacyjnej – 1 punkt zwycięstwo w 2. sesji kwalifikacyjnej – 1 punkt najszybsze okrążenie wyścigu – 1 punkt największy postęp w wyścigu – 1 punkt | zwycięstwo w 1. sesji kwalifikacyjnej – 1 punkt zwycięstwo w 2. sesji kwalifikacyjnej – 1 punkt najszybsze okrążenie wyścigu – 1 punkt największy postęp w wyścigu – 1 punkt | zwycięstwo w 1. sesji kwalifikacyjnej – 1 punkt zwycięstwo w 2. sesji kwalifikacyjnej – 1 punkt najszybsze okrążenie wyścigu – 1 punkt największy postęp w wyścigu – 1 punkt | zwycięstwo w 1. sesji kwalifikacyjnej – 1 punkt zwycięstwo w 2. sesji kwalifikacyjnej – 1 punkt najszybsze okrążenie wyścigu – 1 punkt największy postęp w wyścigu – 1 punkt |